# Provincia 1 della Chiesa Episcopale negli Stati Uniti d'America

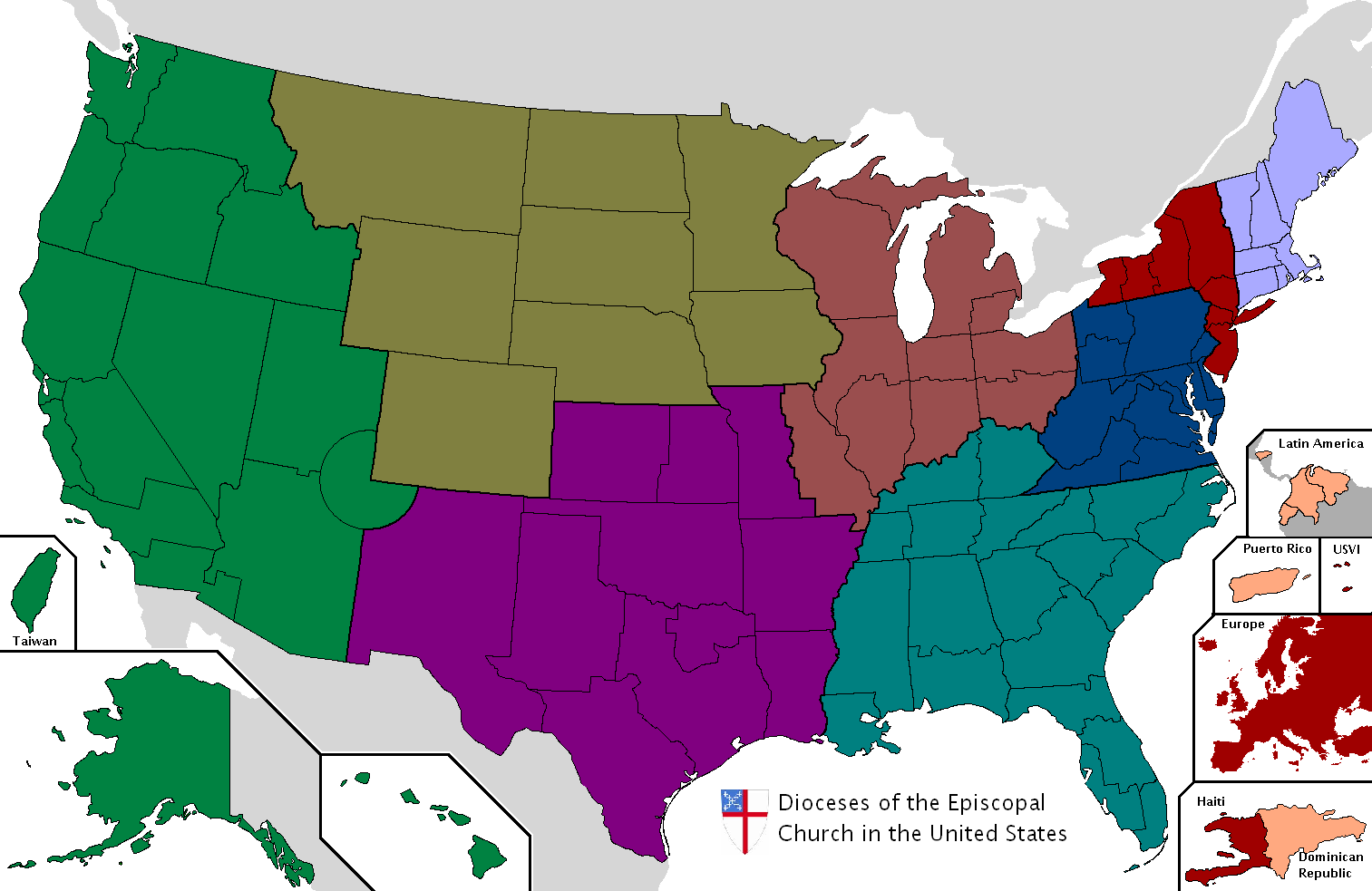
     Provincia 1 dell' ECUSA
La Province 1 (I) è una delle nove province ecclesiastiche della Chiesa Episcopale degli Stati Uniti d'America. Si compone di sette diocesi nel New England, tra le quali la diocesi più vasta (in numero di battezzati) (Diocesi episcopale del Massachusetts) e la diocesi più antica (Diocesi episcopale del Connecticut). Nel 2010 contava quasi 200.000 battezzati.

## Diocesi della Provincia I
- Diocesi del Connecticut
- Diocesi del Maine
- Diocesi del Massachusetts
- Diocesi del New Hampshire
- Diocesi del Rhode Island
- Diocesi del Vermont
- Diocesi del Massachusetts occidentale